# Unió Esportiva Sant Quirze de Besora
La Unió Esportiva Sant Quirze de Besora és el club de futbol català de la vila de Sant Quirze de Besora.